# Muerte y funeral de Estado de Jorge VI del Reino Unido
Jorge VI del Reino Unido falleció en la madrugada del 6 de febrero de 1952 en Sandringham House, Norfolk. Comenzó un período de duelo nacional y su hija mayor y sucesora, la princesa Isabel fue proclamada nueva monarca por el Consejo de Adhesión con el nombre de Isabel II. El ataúd de Jorge VI permaneció en la iglesia de Santa María Magdalena, en Sandringham, hasta el 11 de febrero, cuando fue llevado en procesión a la cercana estación de tren de Wolferton. El ataúd fue trasladado en tren a la estación de King's Cross de Londres, donde otra procesión formal lo llevó a Westminster Hall; allí el féretro permaneció en capilla ardiente durante tres días. Unas 304 000 personas pasaron por Westminster Hall y se formaron colas de hasta 4 millas (6,4 km).
El funeral de Estado de Jorge VI se llevó a cabo el 15 de febrero y comenzó con otra procesión formal a la estación de Paddington, llevando el ataúd en un armón de artillería tirado por marineros de la Royal Navy, como es tradicional en los funerales de los soberanos británicos. La procesión estuvo acompañada por Isabel, la reina madre, viuda de Jorge VI, la proclamada reina Isabel II, la princesa Margarita y los cuatro duques reales: Edimburgo, Gloucester, Windsor y Kent. También asistieron numerosos monarcas extranjeros y otros representantes. A su llegada a Paddington, el ataúd fue cargado en un tren para el viaje a Windsor. Otra procesión llevó el féretro por la ciudad hasta la Capilla de San Jorge en el Castillo de Windsor, donde se llevó a cabo un servicio. Posteriormente, el ataúd con sus restos fue depositado en la bóveda real de la capilla.
La procesión fue la primera de un monarca británico que se transmitió por televisión y pudo haber causado el inicio de una compra masiva de televisores. 
El cuerpo del rey fue trasladado desde la cripta a la Capilla conmemorativa del rey Jorge VI en 1969, recién terminada su construcción. En 2002 se le unieron allí las cenizas de su hija, la princesa Margarita, y los restos mortales de su esposa, la reina madre. En septiembre de 2022, los féretros de la reina Isabel II y su esposo, el príncipe Felipe, fueron enterrados junto a ellos en la capilla.

## Antecedentes
El 20 de enero de 1936, murió el rey Jorge V, ascendiendo entonces el príncipe Eduardo al trono como Eduardo VIII. Sin embargo, Jorge V tenía serias opiniones acerca de Eduardo, y más de una vez este provocó la ira de su padre a causa de su «eterna adolescencia» y de ser un mujeriego. Jorge V había expresado sus opiniones acerca de su hijo mayor: «Ruego a Dios que mi hijo mayor nunca se case ni tenga hijos, para que nada se interponga entre Bertie y Lilibet y el trono». El rey Eduardo VIII tenía planeado casarse con la socialite estadounidense Wallis Simpson (divorciada dos veces). Los ministros creían que el pueblo nunca aceptaría a Wallis como reina y le aconsejaban que no se casara; como monarca constitucional, Eduardo estaba obligado a aceptar el consejo de los ministros. Después de 325 días de reinado, el 11 de diciembre de 1936, Eduardo VIII abdicó del trono en favor de su hermano Alberto, para poder casarse con Simpson. El 12 de mayo de 1937 se realizó la coronación de Jorge VI.
Debido a la tartamudez que sufría había comenzado a fumar (posiblemente por prescrición médica) lo que supuso una adicción al tabaco, por la cual fumaba continuamente. Debido a esto y al fuerte cuadro de estrés sufrido durante la Segunda Guerra Mundial, como figura de liderazgo del país hacia la victoria, aceleraron un grave deterioro en su salud que le produjo el desarrollo de un severo cáncer de pulmón, el cual sus médicos hicieron todo lo posible para curar.

## Muerte

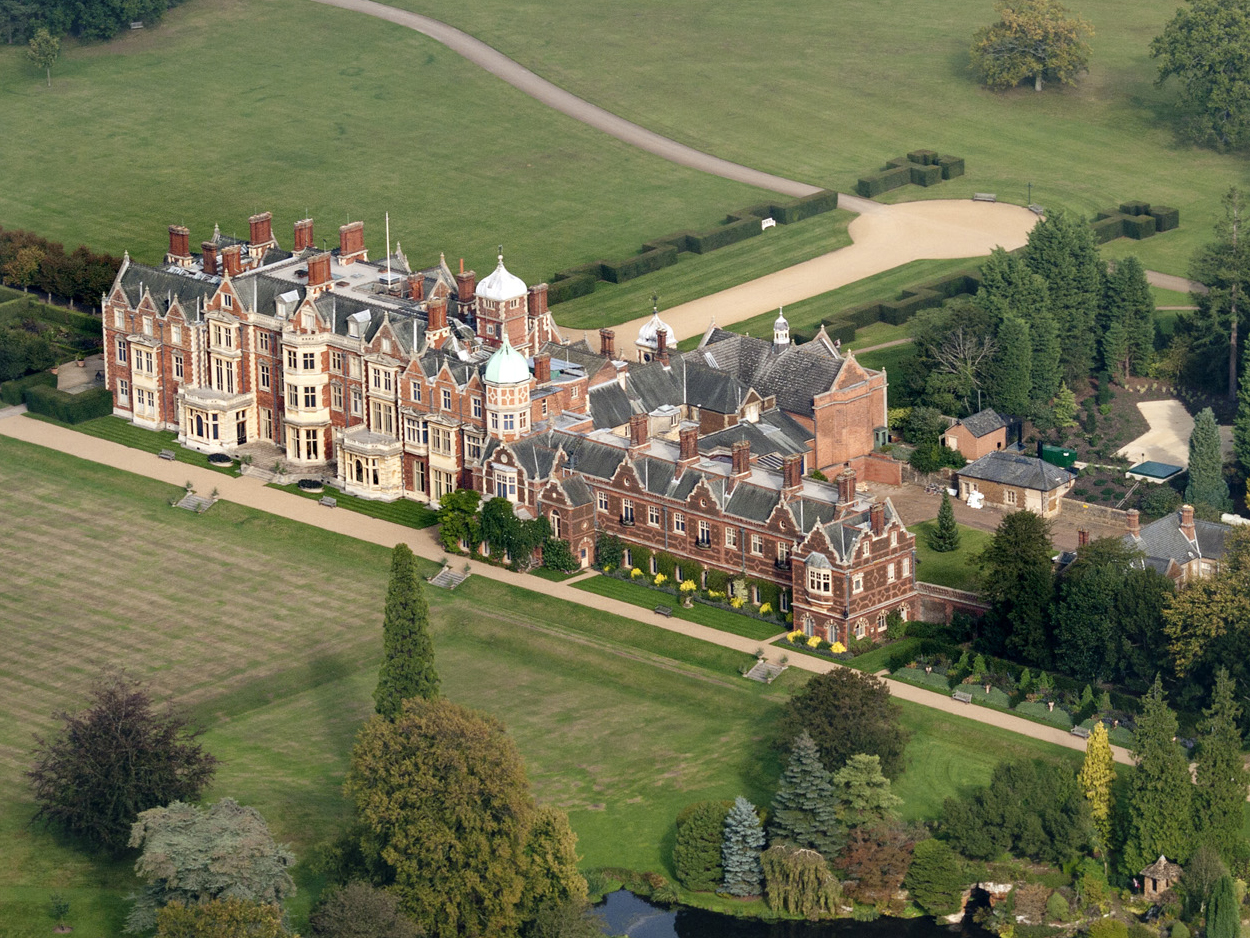
Sandringham House, lugar donde falleció en monarca británico.

Jorge VI se había sometido a una operación en la que le había sido extirpado un pulmón, gravemente afectado, en septiembre de 1951, de la que nunca se recuperó por completo. Murió mientras dormía, en Sandringham House, Norfolk, el 6 de febrero de 1952 a la edad de 56 años, debido a una trombosis coronaria. Su ayuda de cámara lo descubrió a las 7:30 a. m. y la noticia se transmitió al Palacio de Buckingham por teléfono, utilizando el código "Hyde Park Corner", para no alertar a las telefonistas de la noticia. La noticia no se dio a conocer al resto del mundo hasta las 11:15 a. m., cuando el presentador de noticias de la BBC, John Snagge, leyó las palabras "Con el mayor pesar hacemos el siguiente anuncio..." en la radio. La noticia se repitió en siete ocasiones, en intervalos de quince minutos, antes de que la transmisión quedara en silencio durante cinco horas. Como muestra de respeto, la campana Great Tom en la Catedral de San Pablo de Londres sonó cada minuto durante dos horas, así como las campanas de la Abadía de Westminster. La campana de Sebastopol, un trofeo de la Guerra de Crimea en el Castillo de Windsor que se hace sonar solo cuando muere un rey, sonó 56 veces, una por cada año de vida de Jorge VI, entre las 13:27 y las 14:22.
Los funerales reales fueron supervisados por el conde mariscal, un cargo hereditario que ocupaba en ese momento Bernard Fitzalan-Howard, decimosexto duque de Norfolk. El conde mariscal tenía un conjunto de oficinas reservadas para su uso en el Palacio de St. James en Londres. En el momento de la muerte de Jorge VI, estas estaban siendo renovadas y tuvieron que ser reabiertas a toda prisa. Se desmontaron andamios, se trasladaron muebles y se instalaron teléfonos, iluminación y calefacción; las oficinas estaban listas a las 5:00 p. m.
La Cámara de los Comunes se reunió a las 11:58 a. m. para expresar su pesar antes de levantar la sesión para esperar la decisión del Consejo de Adhesión sobre el próximo monarca. El consejo se reunió a las 5:00 p. m. en la Entrée Room del Palacio de St. James y confirmó a Isabel como sucesora de Jorge VI. El rey de armas de la Jarretera hizo una proclamación oficial de la adhesión en la Galería de la Proclamación en el frente este del palacio, precedida por toques de trompeta de músicos de los Life Guards; el evento fue filmado por cuatro cámaras de televisión. A partir de entonces, altos comisionados repitieron la proclamación en los ayuntamientos de pueblos y ciudades de todo el país. Unos 5000 asistieron a la proclamación en Mánchester, 10.000 en Birmingham y 15.000 en Edimburgo.
Un período de duelo nacional siguió a la muerte de Jorge VI. Los juegos de rugby y hockey fueron pospuestos, aunque los partidos de fútbol continuaron con el canto del himno nacional y el himno "Abide With Me" antes de cada juego. Los servicios conmemorativos se llevaron a cabo en iglesias de todas las denominaciones en todo el país y en todo el mundo, incluso en los Estados comunistas. Hubo cierta oposición al duelo, los investigadores sociales de Mass-Observation registraron a una mujer de 60 años que preguntó: "¿No piensan en los ancianos, los enfermos, los inválidos? Ha sido terrible para ellos, toda esta tristeza". En otra ocasión, la organización registró que estalló una pelea en un bar de Notting Hill después de que un hombre dijera del rey: "Ahora solo es mierda y suciedad como cualquier otra persona".

### Dignatarios presentes
Fueron la mayoría miembros de la familia real y familiares del rey.
- Casa de Windsor: 
  - La reina Isabel, la reina madre, la viuda del difunto rey.
  - La reina Isabel II y el duque de Edimburgo, hija y yerno del difunto rey.
  - La princesa Margarita, la hija del difunto rey.
  - Reina María, la madre del difunto rey.
  - El duque de Windsor, exmonarca y hermano del difunto rey.
  - La princesa real, la hermana del difunto rey.
  - El conde y la condesa de Harewood, sobrino y sobrina política del difunto rey.
  - Gerald Lascelles, sobrino del difunto rey.
  - El duque y la duquesa de Gloucester, hermano y cuñada del difunto rey.
  - La duquesa de Kent, cuñada del difunto rey (también prima segunda).
  - El duque de Kent, sobrino del difunto rey.
  - El conde de Southesk, viudo de la prima hermana del difunto rey.
  - Lord Carnegie, primo hermano del difunto rey.
  - La princesa María Luisa, prima hermana del difunto rey.
  - Lady Patricia y sir Alexander Ramsay, prima hermana del difunto rey y su marido.
  - Alexander Ramsay, primo segundo del difunto rey.
- Noruega: el rey Haakon VII de Noruega, tío del difunto rey, acompañado por su hijo el príncipe heredero Olaf y su nieta, la princesa Astrid.
- Dinamarca: el rey Federico IX de Dinamarca, acompañado por su esposa, la reina Ingrid.
- Reino de Grecia: el rey Pablo I de Grecia.
- Suecia: el rey Gustavo VI Adolfo de Suecia, acompañado por su esposa, la reina Luisa.
- Bélgica: el príncipe Alberto, en representación de su hermano, el rey Balduino de Bélgica.
- Casa de Hannover: el príncipe Ernesto Augusto de Hannover.
- Luxemburgo: la gran duquesa Carlota de Luxemburgo, acompañada por su esposo, Félix de Borbón-Parma.
- Países Bajos: la reina Juliana de los Países Bajos, acompañada por su esposo Bernardo de Lippe-Biesterfeld.
- Jordania: el príncipe Huséin, representando a su padre, el rey Talal I.
- Reino de Irak: el rey Faysal II de Irak.
- Reino de Kampuchea, la princesa Pingpeang Yukanthor, en representación de su hermano, el rey Norodom Sihanouk.

### Clase política
- Estados Unidos: Dean Acheson, secretario de Estado de los Estados Unidos.
- Unión Soviética: Gueorgui Zarubin, embajador de la Unión Soviética.
- Perú: Ricardo Rivera Schreiber, embajador de Perú.
- Brasil: José Joaquim Moniz de Aragão, embajador de Brasil.
- Francia: Vincent Auriol, presidente de Francia, acompañado por Robert Schuman, ministro de Relaciones Exteriores.
- Cuba: Aureliano Sánchez Arango, ministro de Relaciones Exteriores de Cuba.

## Funeral

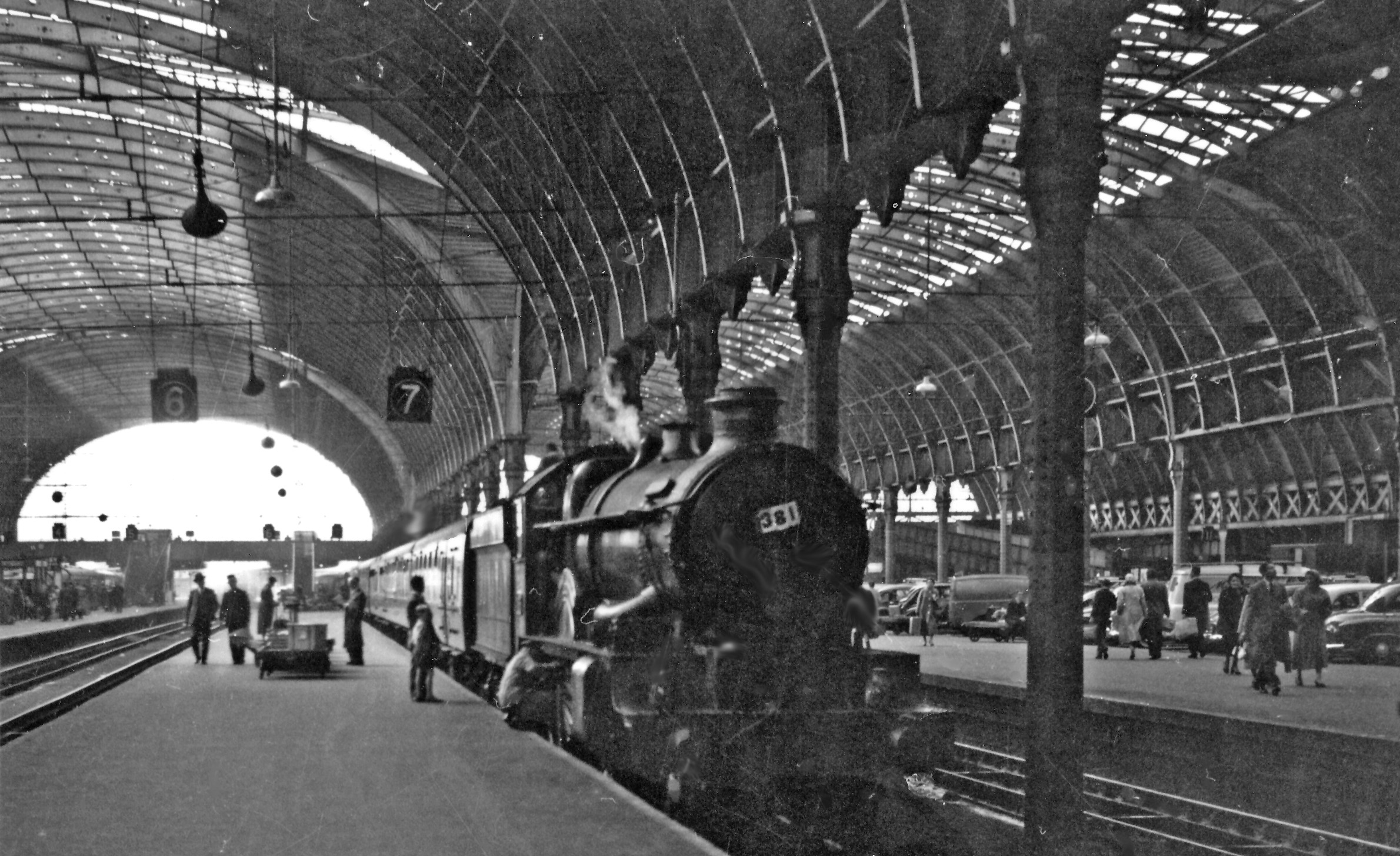
Estación de Paddington, a cuyo andén 8 arribaron los restos del difunto rey.

El funeral de Jorge VI tuvo lugar el 15 de febrero. Los dolientes, incluidos representantes de gobiernos extranjeros, se reunieron frente a Westminster Hall a las 8:15 a. m. Los representantes de gobiernos extranjeros incluyeron al ministro de Relaciones Exteriores de Francia, Robert Schuman, al secretario de Estado de los Estados Unidos, Dean Acheson y al canciller de Alemania Occidental, Konrad Adenauer.

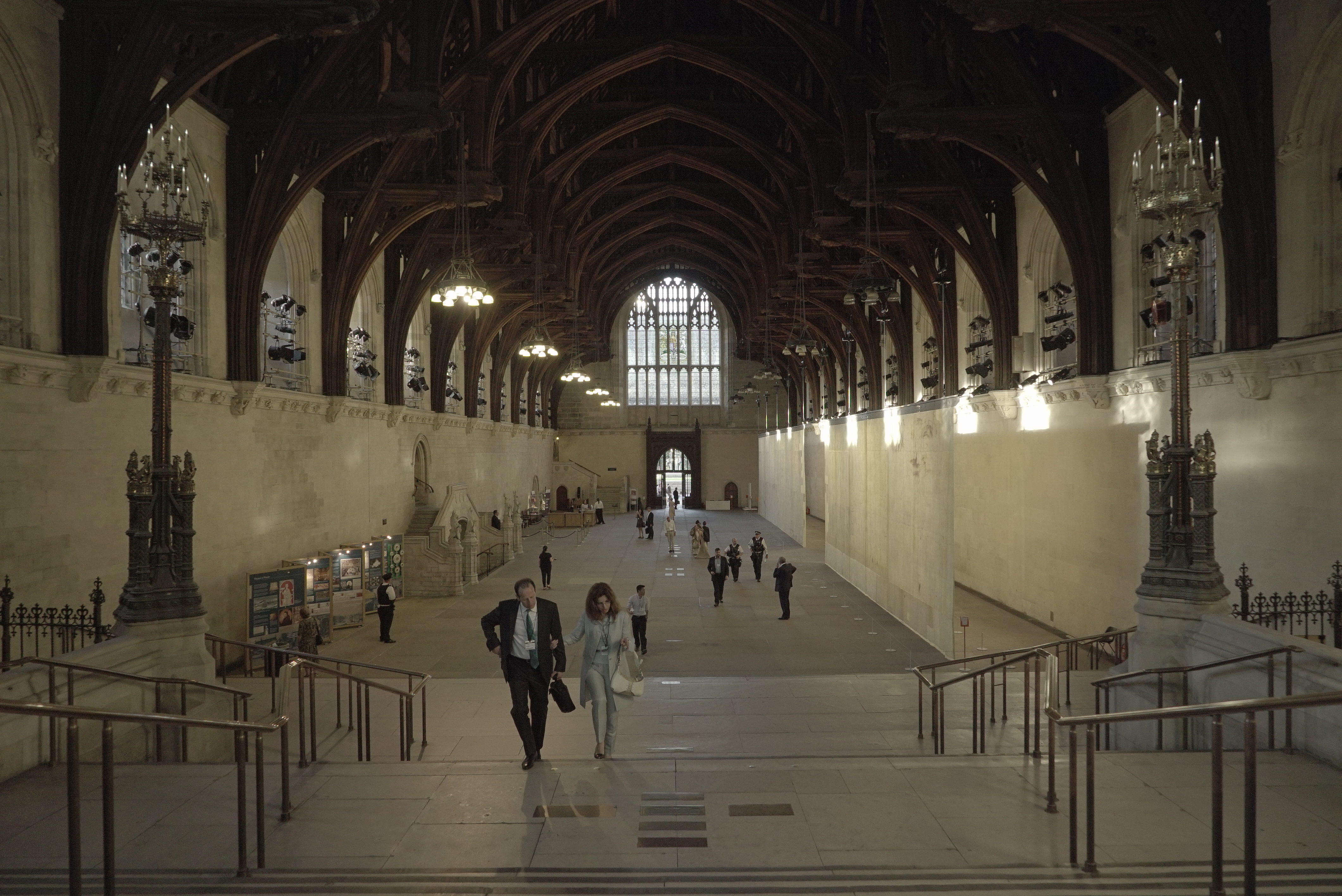
Westminster Hall, lugar donde se establecen las capillas ardientes con los restos de los monarcas, para que sean despedidos por el público.

A las 9:30 a. m., el ataúd de Jorge VI fue llevado desde Westminster Hall por ocho soldados de la Guardia de Granaderos y colocado en un carro de armas. El ataúd estaba envuelto en el estandarte real sobre el cual se colocaron una corona, un orbe y un cetro, así como la corona de orquídeas y lirios del valle de su esposa. El ataúd se colocó en un carro de armas que, según la tradición real, sería transportado por un grupo de marineros los 5,6 km (3,5 millas) desde New Palace Yard hasta la estación de Paddington, desde donde viajaría a Windsor en tren. La procesión estuvo encabezada por la Banda Central de la Royal Air Force y la Banda de la Guardia Galesa. A partir de entonces, hubo un destacamento de la RAF y representantes de las fuerzas de la Commonwealth, incluidas Rhodesia del Norte y del Sur, África Oriental y Occidental (King's African Rifles y Royal West African Frontier Force), Ceilán, Pakistán, India, Sudáfrica, Nueva Zelanda, Australia y Canadá. Siguieron destacamentos de las unidades que Jorge VI ocupaba el cargo de coronel en jefe o coronel honorario, otras unidades del ejército británico, incluidas las bandas de la Guardia Coldstream, la Guardia Irlandesa y la Artillería Real. También hubo un destacamento de Royal Marines (incluida su banda). Estos fueron seguidos por altos oficiales militares británicos y extranjeros, incluidos los ayudantes de campo de Jorge VI. Un destacamento de la Caballería Doméstica fue seguido por la Banda de la Guardia Escocesa y las flautas masivas de cinco Regimientos Escoceses e Irlandeses. Otros altos funcionarios militares y miembros de la Casa Real precedieron y escoltaron el ataúd, flanqueados por los reyes de armas y los Yeoman Warders. Detrás del ataúd, la Caballería Real llevó el estandarte real frente al carruaje de la reina, que transportaba a Isabel II, la reina viuda Isabel, la princesa Margarita y la princesa real. Fueron seguidos a pie por los cuatro duques reales: Edimburgo, Gloucester, Windsor (hermano de Jorge VI, el exrey Eduardo VIII) y Kent (príncipe Eduardo, nieto de Jorge V) y figuras militares y de la casa real de alto rango.
Detrás de ellos caminaban los reyes Federico IX de Dinamarca, Pablo I de Grecia y Gustavo VI Adolfo de Suecia y el presidente de Francia Vincent Auriol, al frente de un grupo de veinte jefes de Estado extranjeros. Les siguieron los altos comisionados de los Estados de la Commonwealth y los representantes de las delegaciones extranjeras. Seis carruajes transportaban a mujeres dignatarias británicas y extranjeras, tras las cuales iban más miembros de la Casa Real, un destacamento del King's Flight, más dignatarios extranjeros y representantes de sus fuerzas armadas. Le siguió la Banda del Cuerpo de Ingenieros Reales y una banda policial, al frente de destacamentos de todas las fuerzas policiales del país y representantes de las fuerzas policiales coloniales. La retaguardia del cortejo la formaban representantes de los bomberos y de la Defensa Civil. Durante el desfile se disparó una salva de 56 cañonazos, una ronda por cada año de vida del rey. Asimismo, el Big Ben sonó también 56 veces.
Acheson, en un informe al Comité de Asuntos Exteriores de la Cámara de Representantes de los Estados Unidos, se quejó de la espera al comienzo del día y la lentitud de la procesión, que tardó 3 horas y diez minutos en llegar a la estación. Comentó el silencio y la quietud que mostró la multitud, a la que calificó de "gente sólida, valiente, pero cansada".
La ruta estaba llena de soldados, marineros y aviadores de las fuerzas británicas, de pie con los brazos invertidos. La procesión pasó por Whitehall, donde se saludó al Cenotafio, y luego pasó por Hyde Park hasta Marble Arch y por Edgware Road. El grupo, incluido el ataúd y el carruaje, se dirigió al andén 8 de Paddington. El grupo de la reina desmontó para ver cómo ocho guardias subían el ataúd al tren real. La familia real abordó el mismo tren y otros invitados la siguieron en uno separado. El tren fue tirado por la locomotora GWR Clase 4073 7013 Bristol Castle, aunque llevaba las placas de identificación de otra máquina de la misma Clase, la número 4082 Windsor Castle. Esta última se consideró una opción más apropiada, ya que había recibido el nombre de la residencia real y una vez había sido conducida por Jorge V, pero no estaba disponible el día del funeral. Como muestra de respeto, la Royal Air Force estuvo en tierra durante el funeral. En un vuelo transatlántico de Londres a Nueva York, en el aire durante el funeral, todos los pasajeros se levantaron de sus asientos e inclinaron la cabeza en reconocimiento.
En Windsor, el ataúd fue sacado del tren y transportado por marineros, en un carro de armas a través de la ciudad hasta la Capilla de San Jorge en el Castillo de Windsor. Esta procesión fue similar a la de Londres, aunque más pequeña. La llegada del ataúd a la Capilla Real estuvo marcada por suboficiales navales. Siguiendo el ataúd, llevado de nuevo por ocho guardias, por los escalones de la capilla, la proclamada reina Isabel II dio paso a la precedencia habitual al permitir que la ya reina madre Isabel pasara delante de ella. Las cámaras de televisión quedaron excluidas del propio funeral, que estuvo presidido por el arzobispo de Canterbury, Geoffrey Fisher, y el arzobispo de York, Cyril Garbett. También estuvieron presentes el obispo de Winchester, Alwyn Williams, quien leyó la lección, y el deán de Windsor Eric Hamilton.
La música para el servicio incluyó la última oración fúnebre del Libro de oración común, "Escuché una voz del cielo", en un nuevo escenario de William Henry Harris, el organista y director de música de la capilla. Otra música incluyó el himno "The Strife is O'er, the Battle Done" y el himno, "God be in my head and in my listening" en un escenario de Walford Davies, que se cantó después de que el rey de armas principal de la Jarretera había proclamó el nombre y los títulos del difunto rey. Isabel II colocó el color del rey de la Guardia de Granaderos en el ataúd al final del servicio. El toque de cierre fue el preludio de Hubert Parry de "Yeboundless realms of joy", que Isabel II había pedido específicamente para terminar el servicio con una nota de esperanza en lugar de tristeza.

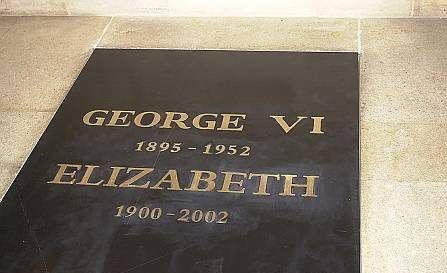
La tumba de Jorge VI donde, medio siglo después, se sumarían los restos de su esposa, la reina madre, y más tarde los de su hija, Isabel II y de su yerno Felipe.

Se dejaron ofrendas florales fuera de la capilla; Churchill colocó uno en nombre del gobierno británico, en cuya tarjeta escribió "por valor", la frase grabada en la Cruz Victoria, el premio militar más alto de Gran Bretaña por su valor. El féretro con los restos mortales de Jorge VI fue depositado en la bóveda real, dentro de la Capilla de San Jorge. Durante el funeral, el lord chambelán había llevado a cabo la tradición de romper simbólicamente su bastón de mando (en realidad desatornillando una articulación en el medio y colocando la mitad sobre el ataúd). Finalmente, Isabel II dejó caer un puñado de tierra de Windsor.